# Paolo Serra (attore)
Paolo Serra (Genova, 26 aprile 1958) è un attore italiano.

## Biografia
Si è formato alla scuola di recitazione del Teatro Stabile di Genova. Fin dai suoi esordi ha collaborato con alcuni tra i maggiori registi italiani ed europei entrando a far parte dei più importanti teatri stabili e compagnie di prosa italiani. Nel 2001 vince al Festival Teatrale di Borgio Verezzi, con L'amore delle tre melarance il premio Savona dedicato al miglior attore non protagonista.

## Teatro
- La donna serpente di Carlo Gozzi, regia di Egisto Marcucci (1979)
- L'azzurro non si misura con la mente da Aleksandr Blok, regia del Gruppo della Rocca (1980)
- Donne attente alle donne di Thomas Middleton, regia di Terry Hands (1981)
- E lei per conquistar si sottomette di Oliver Goldsmith, regia di Marco Sciaccaluga (1981)
- I due gemelli rivali di George Farquhar, regia di Marco Sciaccaluga (1982)
- Il principe di Homburg di Heinrich von Kleist, regia di Walter Pagliaro (1982)
- Il padre di August Strindberg, regia di Marco Sciaccaluga (1983)
- Anfitrione di Heinrich von Kleist, regia di Walter Pagliaro (1983)
- Rosales di Mario Luzi, regia di Orazio Costa (1983)
- Tre sorelle di Anton Céchov, regia di Otomar Krejča (1984)
- L'onesto Jago di Corrado Augias, regia di Marco Sciaccaluga (1984)
- Filottete di Sofocle, regia di Walter Pagliaro (1984)
- La dodicesima notte di William Shakespeare, regia di Marco Sciaccaluga (1985)
- Partitura incompiuta per pianola meccanica di Alexandre Adabascian, Nikita Sergeevič Michalkov, regia di Nikita Sergeevič Michalkov (1987)
- Il ventaglio di Carlo Goldoni, regia di Alfredo Arias (1988)
- Ordine d'arrivo di Vittorio Franceschi, regia di Luciano Meldolesi (1988)
- Mille franchi di ricompensa di Victor Hugo, regia di Benno Besson (1991)
- Roberto Zucco di Bernard-Marie Koltès, regia di Marco Sciaccaluga (1992)
- Tuttosà e Chebestia di Coline Serreau, regia di Benno Besson (1993)
- La resistibile ascesa di Arturo Ui di Bertolt Brecht, regia di Marco Sciaccaluga (1994)
- Amleto di William Shakespeare, regia di Benno Besson (1994)
- Lapin Lapin di Coline Serreau, regia di Marco Sciaccaluga (1995)
- Uomo e galantuomo di Eduardo De Filippo, regia di Luca De Filippo (1996)
- La certosa di Parma di Stendhal, regia di Luca De Fusco (1999)
- Il Tartuffo di Molière, regia di Benno Besson (2000)
- Don Giovanni di Molière, regia di Marco Sciaccaluga (2000)
- L'isola del tesoro di Giuseppe Manfridi, regia di Luca De Fusco (2001)
- L'amore delle tre melarance di Edoardo Sanguineti, da Carlo Gozzi, regia di Benno Besson (2001)
- Un nemico del popolo di Arthur Miller, da Henrik Ibsen, regia di Marco Sciaccaluga (2002)
- Il cerchio di gesso del Caucaso di Bertolt Brecht, regia di Benno Besson (2003)
- Aiace di Sofocle, regia di Marco Sciaccaluga (2004)
- Pigmalione di George Bernard Shaw, regia di Roberto Guicciardini (2005)
- Giulio Cesare di William Shakespeare, regia di Tim Stark (2006)
- Delitto perfetto di Frederick Knott, regia di Geppy Gleijeses (2006)
- La famiglia dell'antiquario di Carlo Goldoni, regia di Lluís Pasqual (2007)
- Peccato che sia una sgualdrina di John Ford, regia di Luca De Fusco (2008)
- Edipo re di Sofocle, regia di Lluís Pasqual (2008)
- L'impresario delle Smirne di Carlo Goldoni, regia di Luca De Fusco (2009)
- Vestire gli ignudi di Luigi Pirandello, regia di Luca De Fusco (2010)
- Molto rumore per nulla di William Shakespeare, regia di Walter Le Moli (2011)
- Così è (se vi pare) di Luigi Pirandello, regia di Alessandro Averone (2011)
- Andromaca di Euripide, regia di Luca De Fusco (2011)
- L'opera da tre soldi di Bertolt Brecht, regia di Luca De Fusco (2011)
- Antigone di Valeria Parrella, regia di Luca De Fusco (2012)
- Antonio e Cleopatra di William Shakespeare, regia di Luca De Fusco (2013)
- Fiabe del bosco viennese (Storielle del bosco viennese) di Ödön von Horváth, regia di Walter Le Moli (2014)
- Il giardino dei ciliegi di Anton Čechov, regia di Luca De Fusco (2014)
- Tre sorelle di Anton Čechov, regia di Claudio Di Palma (2015)
- Zio Vanja di Anton Čechov, regia di Pierpaolo Sepe (2015)
- Orestea di Eschilo, regia di Luca De Fusco (2015)
- Pigmalione di George Bernard Shaw, regia di Benedetto Sicca (2016)
- Casa di bambola di Henrik Ibsen, regia di Claudio Di Palma (2016)
- Macbeth di William Shakespeare, regia di Luca De Fusco (2016)
- Madame Pink di Alfredo Arias e René de Ceccatty, regia di Alfredo Arias (2017)
- Sei personaggi in cerca d'autore di Luigi Pirandello, regia di Luca De Fusco (2017)
- Eden Teatro di Raffaele Viviani, regia di Alfredo Arias (2018)
- Salomè di Oscar Wilde, regia di Luca De Fusco (2018)
- La tempesta di William Shakespeare, regia di Luca De Fusco (2019)
- Enrico IV di Luigi Pirandello, regia di Luca De Fusco (2021)
- Così è (se vi pare) di Luigi Pirandello, regia di Luca De Fusco (2022)
- Anna Karenina di Lev Tolstoj, adattamento di Gianni Garrera e Luca De Fusco, regia di Luca De Fusco (2023)
- Guerra e Pace di Lev Tolstoj, adattamento di Gianni Garrera e Luca De Fusco, regia di Luca De Fusco (2024)

## Filmografia

### Cinema
- Il ritorno del grande amico di Giorgio Molteni (1989)
- Il senso della vertigine di Paolo Bologna (1991)
- Due volte nella vita di Emanuela Giordano (1998)
- Sotto la luna di Franco Bernini (1998)
- In principio erano le mutande di Anna Negri (1999)
- Totò Sapore e la magica storia della pizza di Maurizio Forestieri (2001)
- La doppia ora di Giuseppe Capotondi (2009)
- Esterno notte di Marco Bellocchio (2022)

### Televisione
- La colpevole, regia di Cinzia TH Torrini (1990)
- La moglie nella cornice, regia di Philippe Monnier (1991)
- Amico mio – serie TV (1993)
- I.A.S. - Investigatore allo sbaraglio, regia di Giorgio Molteni – film TV (1999)
- Distretto di Polizia – serie TV, episodio 3x14 (2002)
- Codice rosso – serie TV (2006)
- Nati ieri – serie TV (2006)
- Distretto di Polizia – serie TV, episodio 7x08 (2007)
- R.I.S. - Delitti imperfetti – serie TV, episodio 5x14 (2009)
- Il tredicesimo apostolo – serie TV (2012)
- Una grande famiglia 3 – serie TV (2015)
- Squadra mobile 2 - Operazione mafia capitale – serie TV (2017)
- L'amica geniale - Storia del nuovo cognome – serie TV (2020)
- Chiamami ancora amore, regia di Gianluca Maria Tavarelli – miniserie TV (2021)
- Masantonio - Sezione scomparsi, regia di Fabio Mollo e Enrico Rosati – miniserie TV, episodio 1x07 (2021)
- Petra – serie TV, episodio 2x03 (2022)
- Le indagini di Lolita Lobosco – serie TV, episodio 2x02 (2023)
- La legge di Lidia Poët – serie TV, episodio 1x02 (2023)